# Quách Du Chi
Quách Du Chi (tiếng Trung: 郭攸之; bính âm: Guo Youzhi; ? – ?), tên tự là Diễn Trường (演長), là quan viên nhà Quý Hán thời Tam Quốc trong lịch sử Trung Quốc.

## Cuộc đời
Quách Du Chi quê ở quận Nam Dương thuộc Kinh Châu, tính cách hòa thuận, dựa vào khí chất, tài học mà nổi danh, cùng Phí Y, Đổng Doãn chịu sự thưởng thức của Lưu Bị và Gia Cát Lượng.
Năm 224, Quách Du Chi được bổ nhiệm làm Hoàng môn thị lang, không lâu sau được bổ nhiệm Thị trung, tham gia bàn luận quốc sự. Bấy giờ, Trường Thủy Hiệu úy Liêu Lập vẫn luôn cho rằng bản thân tài năng, danh khí đều không kém thừa tướng Gia Cát Lượng mà địa vị lại thấp hơn, nên nhiều lần tỏ ra oán hận. Một lần, Liêu Lập đàm luận với Lý Thiệu, Tưởng Uyển, chê bai từ tiên đế, khai quốc công huân cho tới các đại thần đương triều. Trong đó, Lập phê bình Hướng Lãng, Văn Cung, Quách Du Chi là hạng người tầm thường, căn bản không thể giao cho trọng trách. Thiệu, Uyển nghe xong, đem lời của Lập truyền đạt lại cho Gia Cát Lượng. Lượng liền dâng biểu phế Liêu Lập làm thứ dân, đày ra Vấn Sơn.
Năm 227, thừa tướng Gia Cát Lượng xuất quân đến Hán Trung, chuẩn bị bắc phạt. Trước khi đi, Gia Cát Lượng dâng Xuất sư biểu trần thuật tâm sự, trong đó có đoạn: Bọn Thị trung Quách Du Chi, Thị lang Phí Y, Đổng Doãn, đều là lương tài thực học, chí hướng trung trinh thuần khiết, là người tiên đế lựa chọn, đề bạt cho bệ hạ. Thần cho rằng việc trong cung, bất kể lớn hay nhỏ, đều nên tư vấn bọn họ, sau đó thi hành, nhất định có thể giảm thiểu sai sót, đều có chỗ tốt.
Sau đó không còn ghi chép gì về Quách Du Chi.

## Trong văn hóa
Trong tiểu thuyết Tam quốc diễn nghĩa, Quách Du Chi xuất hiện ở hồi 91. Thừa tướng Gia Cát Lượng chuẩn bị đến Hán Trung xuất quân bắc phạt, lấy Quách Du Chi làm Thị trung, cùng Đổng Doãn, Phí Y quản lý việc trong cung.